# سویشتال
سویشتال (به آلمانی: Swisttal) یک شهر در آلمان است که در راین-زیگ واقع شده‌است. سویشتال ۱۸٬۳۱۵ نفر جمعیت دارد.